# برج سكاي تاور (أبو ظبي)
سكاي تاور أبو ظبي Sky Tower Abu Dhabi هو ناطحة سحاب يبلغ ارتفاعها 292 متر وتتكون من 74 طابق في أبو ظبي في الإمارات. يقع في جزيرة الريم ويتضمن مكاتب ومساحة وسكنية واسعة ويحتوي المبنى الذي ،  على 474 وحدة سكنية. . تم الانتهاء من البناء في عام 2010 عندما كان أكبر مبنى في المدينة ولكن تم تجاوزه من قبل The Landmark منذ ذلك الحين. البرج توأم مع برج الشمس المجاور  وجزء من مشروع تطوير شمس أبوظبي . صممته شركة Architectonica الأمريكية وتم تكليف شركة الإنشاءات العربية (ACC) بالبناء. 

## الجوائز
حاز المبنى على جائزة أفضل مشروع سكني في دول مجلس التعاون الخليجي في حفل توزيع جوائز كونستركشن ويك 2011 Construction Week Awards 2011. 

## أنظر أيضا
- قائمة أطول المباني في أبوظبي
- قائمة أطول المباني في دولة الإمارات العربية المتحدة

## روابط خارجية
- "برج سكاي تاور". سكايسكرابربيج.